# Aphaenogaster spinosa
Aphaenogaster spinosa är en myrart som beskrevs av Carlo Emery 1878. Aphaenogaster spinosa ingår i släktet Aphaenogaster och familjen myror.

## Underarter
Arten delas in i följande underarter:
- A. s. etrusca
- A. s. spinosa